# Cantonul Trévoux
Cantonul Trévoux este un canton din arondismentul Bourg-en-Bresse, departamentul Ain, regiunea Rhône-Alpes, Franța.

## Comune
| Comune                  | Populație (1999) | Cod poștal | Cod INSEE |
| ----------------------- | ---------------- | ---------- | --------- |
| Beauregard              | 817              | 01480      | 01030     |
| Frans                   | 1.848            | 01480      | 01166     |
| Jassans-Riottier        | 5.338            | 01480      | 01194     |
| Saint-Bernard           | 1.282            | 01600      | 01339     |
| Saint-Didier-de-Formans | 1.544            | 01600      | 01347     |
| Trévoux                 | 6.392            | 01600      | 01427     |